# Pagten (film fra 2003)
|  | Denne artikel er oprettet af botten Steenthbot ud fra en ekstern database. Den kan derfor have sproglige fejl eller mangler. Denne skabelon kan fjernes efter kontrol af indholdet. |

 For alternative betydninger, se Pagten. (Se også artikler, som begynder med Pagten)
Pagten er en dansk kortfilm fra 2003 instrueret af Heidi Maria Faisst og efter manuskript af Heidi Maria Faisst og Karina Dam.

## Medvirkende
- Bodil Jørgensen, Johanne
- Kim Bodnia, Jonas
- Johan Rabaeus, Anders
- Maria Esther Lemvigh, Maria
- Rita Angela, Lis
- Jørgen Kiil, Ole